# Galón (náutica)
En náutica, los Galones (Cordones, Molduras) son una especie de cintas, aunque de menor dimensión, que terminan la regala de la obra muerta del buque y saltillos de alcázar, toldilla y castillo de popa. (fr. Lisse; ing. Rail; it. Gallone, Forma, Serpe). 
El galón o moldura principal de la regala corre desde popa a proa en toda la extensión del costado, paralelamente a la segunda cinta, terminando en la última cuaderna de proa. Sus dimensiones de ancho y grueso suelen ser de diez pulgadas el primero, y de tres el segundo, sin contar el contorno de la moldura. 
El galón de alcázar va desde el portalón hasta la gambota de popa; el del castillo desde el portalón hasta la última cuaderna de proa, y el de toldilla desde un poco adelante de proa del palo de mesana hasta el coronamiento. Las dimensiones de estos son menores proporcionalmente al de regala.